# Porphyrinia symphona
Porphyrinia symphona là một loài bướm đêm trong họ Noctuidae.